# Yazid ibn Hàtim al-Muhal·labí
Yazid ibn Hàtim ibn Qabissa ibn al-Muhàl·lab ibn Abi-Sufra al-Muhal·labí fou un membre de la família àrab dels muhal·làbides que fou governador o valí d'Egipte i d'Ifríqiya.
Es va passar als haiximites (després abbàssides) a l'Iraq. Va governar l'Azerbaidjan per compte del futur califa Al-Mansur (califa del 754 al 775) i després, nomenat per aquest califa, va governar Egipte (762-768). El 771, a la mort del seu parent Úmar ibn Hafs al-Muhal·labí en lluita contra els ibadites, va ser designat al seu lloc, i va morir en aquest govern el 787 i el va succeir el seu fill Dàwud ibn Yazid ibn Hàtim al-Muhal·labí. Ibn Hazm diu que fou governador del Sind, però no aclareix en quines dates, i podria ser una confusió.